# Trémouille-Saint-Loup
Pour les articles homonymes, voir Trémouille (homonymie) et Saint-Loup.
Trémouille-Saint-Loup est une commune française située dans le département du Puy-de-Dôme, en région Auvergne-Rhône-Alpes.

## Géographie
La commune est arrosée par la Panouille, affluent de la Tialle et sous-affluent de la Dordogne.

### Communes limitrophes
Trémouille-Saint-Loup est limitrophe de six autres communes, dont deux dans le Cantal.
| Labessette        | Larodde               | Bagnols |
|                   | Trémouille-Saint-Loup |         |
| Beaulieu (Cantal) | Lanobre (Cantal)      | Cros    |

### Climat
Pour des articles plus généraux, voir Climat d'Auvergne-Rhône-Alpes et Climat du Puy-de-Dôme.
En 2010, le climat de la commune est de type climat de montagne, selon une étude du Centre national de la recherche scientifique s'appuyant sur une série de données couvrant la période 1971-2000. En 2020, Météo-France publie une typologie des climats de la France métropolitaine dans laquelle la commune est exposée à un climat de montagne ou de marges de montagne et est dans la région climatique  Ouest et nord-ouest du Massif Central, caractérisée par une pluviométrie annuelle de 900 à 1 500 mm, maximale en automne et en hiver. 
Pour la période 1971-2000, la température annuelle moyenne est de 8,8 °C, avec une amplitude thermique annuelle de 15,2 °C. Le cumul annuel moyen de précipitations est de 1 182 mm, avec 12,6 jours de précipitations en janvier et 8,6 jours en juillet. Pour la période 1991-2020, la température moyenne annuelle observée sur la station météorologique de Météo-France la plus proche, « Tauves », sur la commune de Tauves à 9 km à vol d'oiseau, est de 9,5 °C et le cumul annuel moyen de précipitations est de 1 315,5 mm,. Pour l'avenir, les paramètres climatiques de la commune estimés pour 2050 selon différents scénarios d'émission de gaz à effet de serre sont consultables sur un site dédié publié par Météo-France en novembre 2022.

## Urbanisme

### Typologie
Au 1er janvier 2024, Trémouille-Saint-Loup est catégorisée commune rurale à habitat très dispersé, selon la nouvelle grille communale de densité à sept niveaux définie par l'Insee en 2022.
Elle est située hors unité urbaine. Par ailleurs la commune fait partie de l'aire d'attraction de Bort-les-Orgues, dont elle est une commune de la couronne,. Cette aire, qui regroupe 11 communes, est catégorisée dans les aires de moins de 50 000 habitants,.

### Occupation des sols
L'occupation des sols de la commune, telle qu'elle ressort de la base de données européenne d’occupation biophysique des sols Corine Land Cover (CLC), est marquée par l'importance des territoires agricoles (71,9 % en 2018), en augmentation par rapport à 1990 (67,7 %). La répartition détaillée en 2018 est la suivante : prairies (59,5 %), forêts (28,1 %), zones agricoles hétérogènes (12,4 %). L'évolution de l’occupation des sols de la commune et de ses infrastructures peut être observée sur les différentes représentations cartographiques du territoire : la carte de Cassini (XVIIIe siècle), la carte d'état-major (1820-1866) et les cartes ou photos aériennes de l'IGN pour la période actuelle (1950 à aujourd'hui).

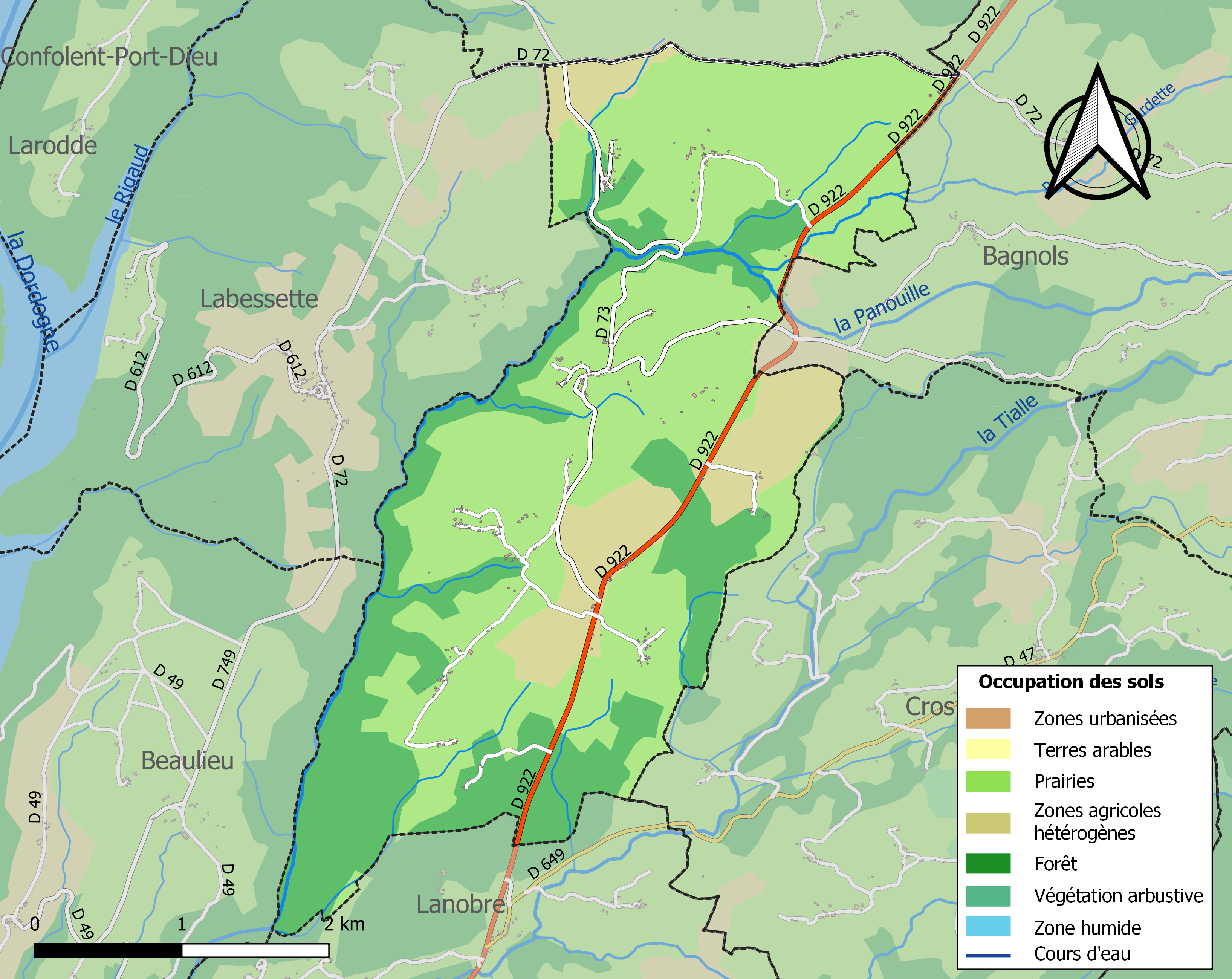
Carte des infrastructures et de l'occupation des sols de la commune en 2018 (CLC).

## Toponymie
Le nom de Trémouille provient de l'occitan Tremolha (nom du village dans cette langue avec Sant Lop) qui désigne un endroit où se trouvent des trembles, arbres de la famille des peupliers.

## Politique et administration

### Découpage territorial
La commune de Trémouille-Saint-Loup est membre de la communauté de communes Dômes Sancy Artense, un établissement public de coopération intercommunale (EPCI) à fiscalité propre créé le 1er janvier 2017 dont le siège est à Rochefort-Montagne. Ce dernier est par ailleurs membre d'autres groupements intercommunaux. De 2010 à 2016, elle faisait partie de la communauté de communes Sancy-Artense Communauté.
Sur le plan administratif, elle est rattachée à l'arrondissement d'Issoire, à la circonscription administrative de l'État du Puy-de-Dôme et à la région Auvergne-Rhône-Alpes. Avant mars 2015, elle faisait partie du canton de La Tour-d'Auvergne.
Sur le plan électoral, elle dépend du canton du Sancy pour l'élection des conseillers départementaux, depuis le redécoupage cantonal de 2014 entré en vigueur en 2015, et de la troisième circonscription du Puy-de-Dôme pour les élections législatives, depuis le dernier découpage électoral de 2010 (quatrième circonscription avant 2010).

### Élections municipales et communautaires

#### Élections de 2020
Le conseil municipal de Trémouille-Saint-Loup, commune de moins de 1 000 habitants, est élu au scrutin majoritaire plurinominal à deux tours avec candidatures isolées ou groupées et possibilité de panachage. Compte tenu de la population communale, le nombre de sièges à pourvoir lors des élections municipales de 2020 est de 11. Sur les vingt-deux candidats en lice, sept sont élus dès le premier tour, le 15 mars 2020, avec un taux de participation de 92,07 %. Les quatre conseillers restant à élire sont élus au second tour, qui se tient le 28 juin 2020 du fait de la pandémie de Covid-19, avec un taux de participation de 89,09 %.

#### Chronologie des maires
| Période                                  | Période    | Identité           | Étiquette | Qualité                                             |
| ---------------------------------------- | ---------- | ------------------ | --------- | --------------------------------------------------- |
| Les données manquantes sont à compléter. |            |                    |           |                                                     |
| 1892                                     | 1913       | Eugène Picard      |           |                                                     |
| 1913                                     | 1925       | Jean Guillaume     |           |                                                     |
| 1925                                     | 1935       | Adrien Guithard    |           |                                                     |
| 1935                                     | 1945       | Pierre Force       |           |                                                     |
| 1945                                     | 1947       | François Lheritier |           |                                                     |
| 1947                                     | 1961       | Marcel Lachaise    |           |                                                     |
| 1961                                     | 1977       | Armand Planeix     |           |                                                     |
| 1977                                     | 2004       | Henri Boyer        | Droite    | Conseiller général du canton de La Tour-d'Auvergne  |
| 2008                                     | avril 2014 | David Cruveilher   |           |                                                     |
| avril 2014 (réélu en juillet 2020)       | En cours   | Bruno Eyzat,       |           | Employé de laiterie LFO (Les Fromageries Occitanes) |

## Population et société

### Démographie
L'évolution du nombre d'habitants est connue à travers les recensements de la population effectués dans la commune depuis 1793. Pour les communes de moins de 10 000 habitants, une enquête de recensement portant sur toute la population est réalisée tous les cinq ans, les populations de référence des années intermédiaires étant quant à elles estimées par interpolation ou extrapolation. Pour la commune, le premier recensement exhaustif entrant dans le cadre du nouveau dispositif a été réalisé en 2007.

En 2022, la commune comptait 144 habitants, en évolution de +0,7 % par rapport à 2016 (Puy-de-Dôme : +2,1 %, France hors Mayotte : +2,11 %).
| 1793 | 1800 | 1806 | 1821 | 1831 | 1836 | 1841 | 1846 | 1851 |
| ---- | ---- | ---- | ---- | ---- | ---- | ---- | ---- | ---- |
| 504  | 500  | 579  | 500  | 561  | 617  | 577  | 612  | 594  |

| 1856 | 1861 | 1866 | 1872 | 1876 | 1881 | 1886 | 1891 | 1896 |
| ---- | ---- | ---- | ---- | ---- | ---- | ---- | ---- | ---- |
| 576  | 588  | 538  | 531  | 592  | 575  | 565  | 534  | 506  |

| 1901 | 1906 | 1911 | 1921 | 1926 | 1931 | 1936 | 1946 | 1954 |
| ---- | ---- | ---- | ---- | ---- | ---- | ---- | ---- | ---- |
| 517  | 540  | 552  | 462  | 432  | 368  | 353  | 356  | 330  |

| 1962 | 1968 | 1975 | 1982 | 1990 | 1999 | 2006 | 2007 | 2012 |
| ---- | ---- | ---- | ---- | ---- | ---- | ---- | ---- | ---- |
| 279  | 238  | 226  | 212  | 166  | 148  | 145  | 144  | 133  |

| 2017 | 2022 | - | - | - | - | - | - | - |
| ---- | ---- | - | - | - | - | - | - | - |
| 147  | 144  | - | - | - | - | - | - | - |

## Culture et patrimoine

### Lieux et monuments

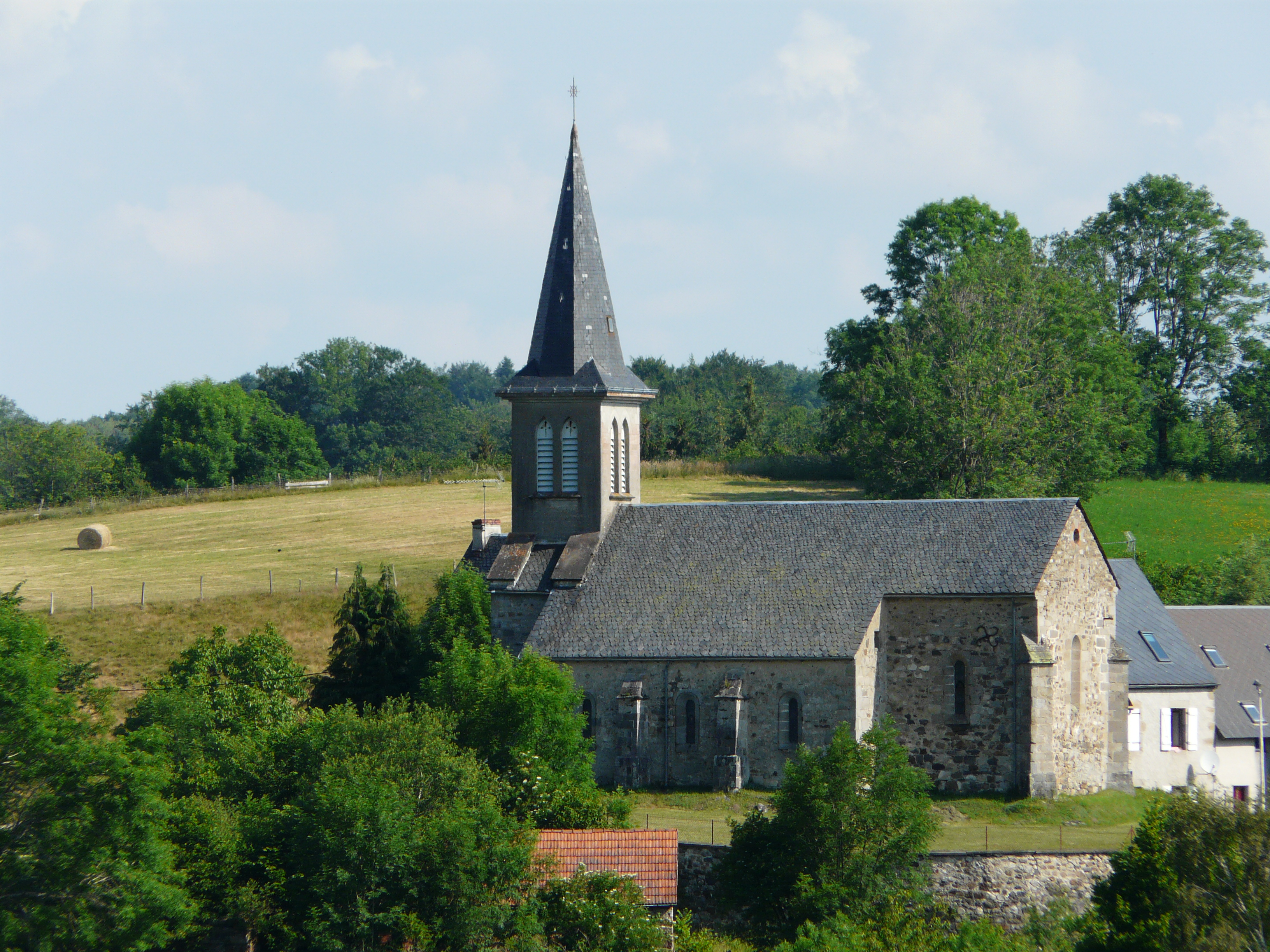
L'église Saint-Loup.

L'église Saint-Loup, remaniée ultérieurement, date probablement du XIIe siècle.
Le Père Alexandre GUILLAUME 1871/1951  a été oblat à l'Archidiocèse de Colombo Sri Lanka de 1898 a 1951
En 1986 le Vatican a accordé le nihil obstat pour l ouverture  de la procédure en canonisation  
Sources=  O M I  de Rome=  Casa Generalizia O.M.I.   Via Aurelia 290,  I-00165 Roma ITALIA ( Oblat Marie Immaculée)